# Sahaba el-Rehmania
Sahaba el-Rehmania (en arabe : صحابة الرحمانية) est l'épouse du sultan marocain de la dynastie des Saadiens Mohammed ech-Cheikh et la mère d'Abu Marwan Abd al-Malik,. Douée en diplomatie, elle tint un rôle politique de premier plan durant sa vie entière. Elle fut ambassadrice auprès de l’Empire ottoman à la cour du sultan Mourad III.

## Biographie
Sahaba est originaire de la tribu des Rehmana, une tribu Hassan. Sa tribu est alliée des Saadiens et, en 1525, ils participent à l’attaque de la forteresse portugaise de Santa Cruz, à Agadir. Elle épouse Mohammed ech-Cheikh vers 1528.
En 1557, à l’accession au trône d’Abdallah el-Ghalib, une partie de sa famille dont ses frères issus de ses deux belles-mères Sahaba et Lalla Messaouda s’exilent, craignant pour leur vie. Cet exil dura dix-huit ans. Sahaba et les princes saadiens s’exilèrent d’abord à Tlemcen avant d’atteindre Alger qui faisait alors partie de l’Empire ottoman. Durant leur exil dans plusieurs villes de l’Empire ottoman, Sahaba el-Rehmania a veillé à ce que les deux frères Abd al-Malik, âgé d’à peine quinze ans, et Ahmed, son demi-frère cadet, complètent leur éducation. Puis elle a veillé à ce qu’ils s’intègrent dans la cour ottomane, sans pour autant oublier leur héritage et leur histoire politique personnelle.  Quand Abdallah el-Ghalib mourut en 1574, son fils Muhammad al-Mutawakkil monta sur le trône. Or, selon le plan de succession élaboré par Mohammed ech-Cheikh, c’est le demi-frère d’Abdallah el-Ghalib, Abdelmalik fils de Sahaba, qui aurait dû monter sur le trône.
Avec son fils elle conçut le projet d’aller chercher une alliance politique et du soutien militaire pour reprendre le pouvoir qui leur est dû. Sahaba et Abdelmalik se rendirent à Istanbul, pour s’adresser au sultan ottoman, Mourad III nouvellement monté sur le trône. En effet, Sahaba est une amie de Nurbanu Sultan, la veuve de Sélim II et la mère du sultan Mourad III. Abdelmalik insista vivement auprès de ce souverain pour obtenir que celui-ci mette à sa disposition une armée turque avec laquelle il irait au Maroc dépouiller son neveu de la couronne. Mourad III accueillit avec colère cette proposition et refusa de favoriser un tel dessein. Cependant Sahaba et son fils Abdelmalik demeurèrent dans la capitale ottomane jusqu’à trouver une issue à ce problème. Une solution se présenta rapidement, puisque cette même année, en 1574, le sultan ottoman lutte contre les occupants espagnols pour reprendre le contrôle de la Tunisie. Il envoie des missives à ses gouverneurs à Alger et à Tripoli leur ordonnant de dépêcher des navires qui pourraient le soutenir dans ce conflit. Les deux frères saadiens Abdelmalik et Ahmed décident eux aussi de participer à l’opération défensive du sultan en dirigeant l’un des navires sortant d’Alger. La Tunisie sera reconquise et Sahaba sera la première mise au courant de la victoire contre les espagnoles et sera à son tour la première à annoncer cette victoire au sultan ottoman. Fine diplomate, en apportant le message de la victoire sur les espagnoles à laquelle à contribué son fils, demande simultanément à ce dernier d’apporter son appui à Abdelmalik dans sa lutte pour le pouvoir contre al-Moutawakkil. Sans hésiter, cette fois-ci, le sultan ottoman ordonne à son gouverneur d’Alger d’équiper Abdelmalek en hommes et chevaux,.
Le sultan ayant accédé à cette requête, Sahaba, accompagnée de son fils Abdelmalik, se rendit à Alger où son fils remit aux habitants de cette ville la lettre par laquelle le sultan leur donnait l’ordre de partir avec lui, afin de l’aider à reconquérir le trône. Les Algérois demandèrent à Abdelmalik de leur payer leur solde, celui-ci les pria de lui faire crédit jusqu’à ce que l’expédition fût terminée, mais il fut convenu qu’il donne, par chaque étape, une somme de 10 000 pièces à l’armée turque qu’il emmenait avec lui et qui se composait de 4000 hommes. D’après le commentaire du Dorret, Abdelmalek n’aurait demandé au Bey d’Alger qu’une faible escorte pour l’accompagner jusqu’à la frontière du Maroc, requête auquel le Bey accéda. Après quoi Abdelmalik renversa son neveu en 1576 et fut proclamé sultan du Maroc.

## Descendance
De leur union, Sahaba et Mohammed ech-Cheikh eurent plusieurs enfants :
- Abd al-Mumin al-Sâadi[2](1529[2]-1572[7]), il est assassiné à Tlemcen en 1572. Il épousa la Sayyida Oum Daoud al-Ghâzi de Tidli[2]. Leur enfant est le prince Daoud al-Saadi[2] ;
- Lalla Aicha al-Sâadiya[2], née en 1533 ;
- Lalla Fatima Zahra al-Sâadiya[2],[9], née en 1537. Elle est enterrée aux Tombeaux saadiens à Marrakech[9] ;
- le sultan Abu Marwan Abd al-Malik (1541[2]-1578[2]), il épousa Zahara bint Agi Morato la fille d'Haci Murad le gouverneur ottoman de Médéa[10]. Ils eurent un fils Moulay Ismail al-Sâadi[2]. Après la mort de son époux durant la bataille des Trois Rois, Zahara se remaria à Hassan Pacha[11],[10], gouverneur général d'Algérie[10] puis kapudanpaşa[10].